# Leucocelis couturieri
Leucocelis couturieri är en skalbaggsart som beskrevs av Franz Antoine 1989. Leucocelis couturieri ingår i släktet Leucocelis och familjen Cetoniidae. Inga underarter finns listade i Catalogue of Life.